# Centrale del Mercure

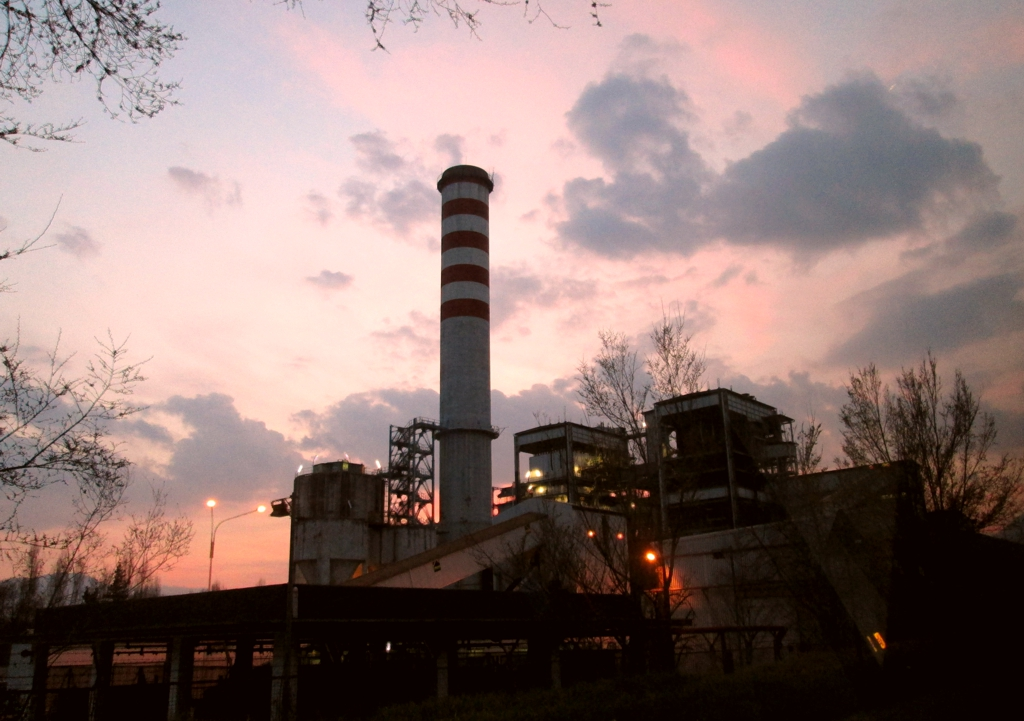
Centrale del Mercure

La centrale del Mercure è un impianto a biomasse vegetali situato nel territorio di Laino Borgo al confine tra Calabria e Basilicata, eroga una potenza elettrica di 35 MW.

## Storia

### Costruzione dell'impianto
I lavori iniziano nel 1962 in località Pianette, nel comune di Laino Borgo (CS) per risollevare le sorti economiche della Valle con il tentativo d’arrestare l’emorragia emigratoria. L'impianto è costituito da due sezioni di 75 MW complessivi, predisposte al funzionamento tramite lignite ed olio combustibile denso.
La prima unità viene avviata il 14 novembre 1965, la seconda unità il 16 febbraio 1966 sfruttando i giacimenti di lignite presenti in loco.

### Prima riconversione
Nel 1970 i giacimenti di lignite sfruttati dalla centrale risultarono poco convenienti e nel giro di pochi anni quello di ‘'Pianette'’ si esaurì e gli altri due giacimenti, il ‘'Caricchio'’ a Castelluccio Inferiore ed il ‘'La Guardia'’, vennero sfruttati fino a quando furono ritenuti non più convenienti dal punto di vista economico.
Queste circostanze spinsero l'Enel a valutare l'utilizzo di olio combustibile denso al posto della lignite. 
Le tappe del percorso autorizzativo furono:
- nel 1984 la presentazione del progetto di trasformazione dell'impianto alle Amministrazioni comunali della Valle del Mercure calabresi e lucane;
- nel 1985 la trasmissione del progetto alle Regioni Calabria e Basilicata;
- nel 1986 la nomina di una Commissione scientifica per lo studio di impatto ambientale della centrale;
- 1987 la presentazione, all'Enel, dello studio di impatto ambientale elaborato dalla Commissione scientifica.

### Chiusura dell'impianto
I due gruppi produttivi vengono dismessi rispettivamente nel 1993 e nel 1997.
I due generatori,  anche a seguito allo studio della Commissione scientifica e del rapporto Costi/Benefici, vennero collocati a riposo, nonostante i vari e costosi interventi di ammodernamento effettuati nel corso degli anni.  Il primo gruppo viene disattivato e dismesso dal MICA (l'attuale Ministero dello sviluppo economico) il 1º ottobre 1993. Il secondo, il 1º maggio 1997 in quanto non adeguato dal punto di vista ambientale.

### Seconda riconversione e riapertura
Il 3 ottobre 2000 e il 28 marzo 2001 ENEL presenta all'Ente Parco un progetto di riconversione a biomasse del gruppo 2 della centrale del Mercure.
L'autorizzazione che dà il via libera alla riconversione a biomassa è rilasciata in data 20 giugno 2002 dall'Ente Parco Nazionale del Pollino.
Nel 2005 la riconversione della centrale è praticamente ultimata ma impossibilitata ad entrare in funzione per mancanza delle adeguate autorizzazioni. Infatti, a seguito del braccio di ferro tra ENEL ed alcuni comuni del territorio, associazioni ambientaliste e comitati di cittadini contrari alla riattivazione per motivi di tutela ambientale, l'iter autorizzativo è lungo e tortuoso. Dopo 10 anni, l'iter sintetizzato in una Conferenza dei servizi, coinvolge tutte le istituzioni provinciali e regionali (Ente Parco Nazionale del Pollino, Provincia di Cosenza e Potenza, Regione Calabria e Basilicata), oltre che Consiglio di Stato ed il TAR di Catanzaro che si esprimono a rotazione autorizzando o bocciando la riapertura della centrale.
L'11 giugno 2015 il Consiglio dei Ministri autorizza l'avviamento della centrale che entra in esercizio.

### F2i SGR subentra ad ENEL
A giugno 2018, F2i SGR, per conto del Secondo Fondo in gestione, ha sottoscritto un accordo con ENEL produzione che prevede l'acquisto della Centrale del Mercure. Il gruppo Enel colloca la cessione nell’ambito di una strategia di rotazione degli asset.
Il perfezionamento dell’operazione è subordinato al nulla osta dell’Autorità Antitrust tra il 2018 e il 2019.
A marzo 2019, F2i SGR ufficializza l'avvicendamento, tramite la controllata Mercure S.r.l..

## Controversie
Dal 1993, con l'istituzione del Parco nazionale del Pollino, il territorio su cui è ubicata la Centrale venne sottoposto a misure di salvaguardia ambientali. Siccome la Centrale risultava preesistente al Parco, il D.P.R del 2-12-1997 stabilisce che l'area, anziche essere smantellata, venga sottoposta a manutenzione ordinaria. 
Nel 2000 l'ENEL presenta all'Ente Parco un progetto di riconversione a biomasse che viene autorizzato nel 2002, anno in cui avviene la prima seduta della Conferenza dei Servizi presieduta dalla Provincia di Cosenza. Il Parco richiede all'ENEL ulteriori documentazioni sul progetto: 
- uno studio di impatto ambientale, con riferimento al traffico veicolare e all'emissione di fumi;
- un piano sulla reperibilità del materiale oggetto di lavorazione.

### Cronistoria delle controversie
2004. Il Dipartimento ambiente della Regione Calabria, dopo aver preso atto del parere della Commissione di valutazione d'incidenza, esprime parere favorevole.
Legambiente, WWF e Forum Ambientalista Nazionale annunciano ricorso al TAR, ed i comuni di Viggianello e Rotonda si oppongono alla dichiarazione del Dipartimento ambientale calabrese in quanto dalla relazione, secondo quest'ultimi, emergono varie incongruenze relative al reperimento delle biomasse, alle emissioni prodotte, ed a quelle dei camion per il trasporto le biomasse in loco. 
2005. L'11 aprile 2005 la stazione dei carabinieri di Laino Borgo sequestra un'area di 7000 metri quadrati, dopo aver rinvenuto, sulle sponde del torrente Fosso Bongiorno, affluente del fiume Lao, una sostanza nerastra (probabilmente olio combustibile) che potrebbe aver causato la contaminazione delle falde acquifere. I risultati delle analisi chimiche, effettuate dall'Arpacal di Cosenza, rilevano la presenza di sostanze tossiche, come il nichel al 0,52% (quando il limite è dello 0,1%). Il sequestro viene poi esteso ad altre due aree, una interna al perimetro della centrale, e l'altra esterna. 

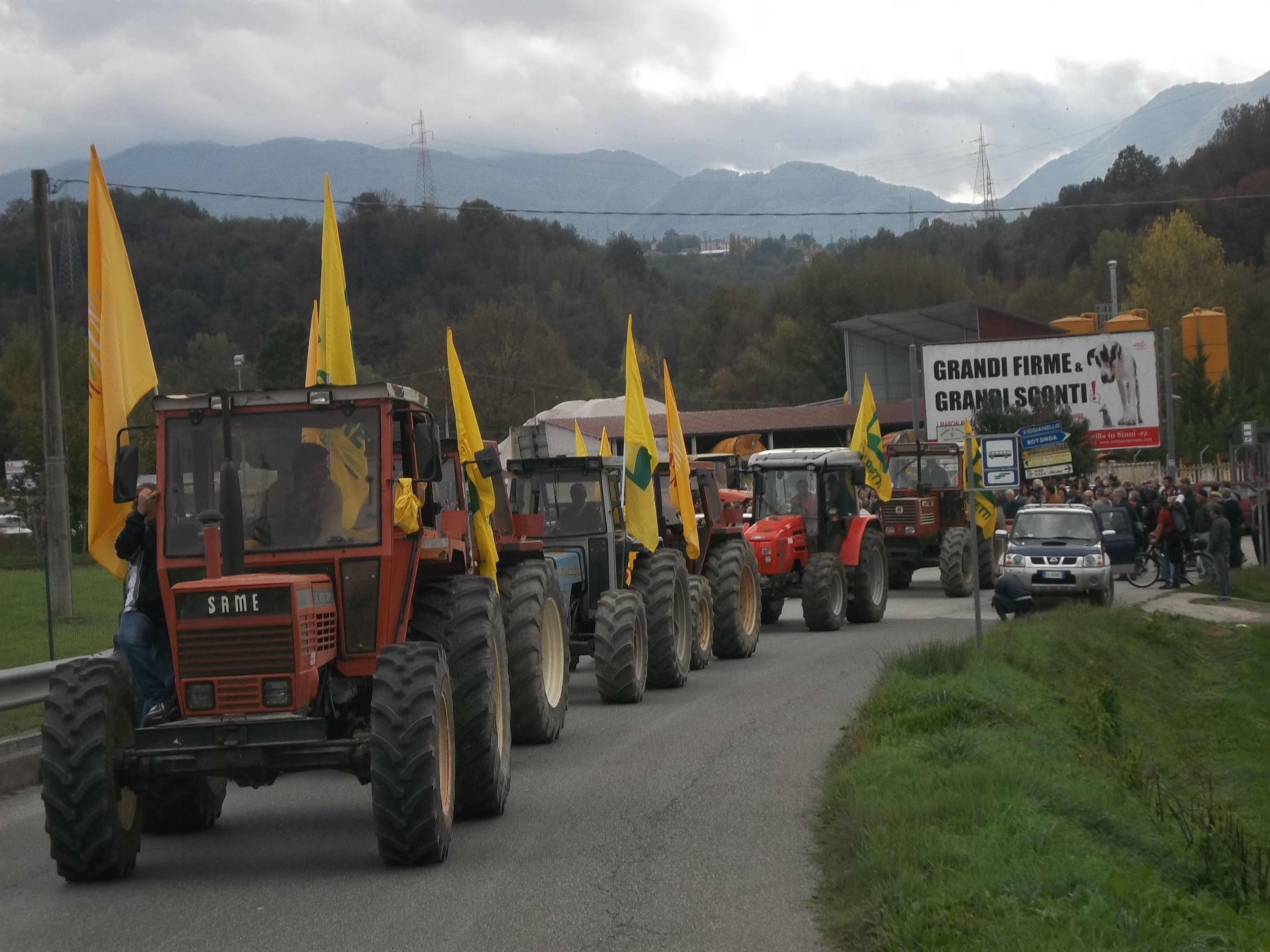
Ripresa della manifestazione popolare del 3 novembre

2009. Numerosi abitanti ribadiscono la loro contrarietà al progetto di riapertura della Centrale, attraverso mobilitazioni e manifestazioni, di cui la più importante è datata 5 settembre 2009, che ha visto la partecipazione di circa 4.000 persone, 14 Amministrazioni comunali, 50 tra Associazioni e Comitati locali e nazionali, esponenti sindacali e politici di ogni schieramento. Gli abitanti sostengono l'incompatibilità della Centrale del Mercure da 41 MW con il Parco Nazionale, e sottolineano le possibili minacce alla salute, all'ambiente e alle attività produttive legate al territorio.
2010. Con un decreto, la Regione Calabria (13 settembre 2010 n.13109) autorizza l'Enel all'esercizio della centrale a biomasse.
2012. Ad agosto 2012, quando la Centrale è pronta a dare inizio alla sua attività, ma con la sentenza del Consiglio di Stato, annulla tutte le procedure e le autorizzazioni rilasciate. 
Per scongiurare la chiusura definitiva, i lavoratori della centrale e della filiera delle biomasse manifestano il 7 agosto 2012 a Catanzaro davanti alla sede della Regione Calabria, dove i lavoratori chiedono di essere ricevuti dal Presidente Giuseppe Scopelliti. La Regione Calabria convoca in risposta una nuova conferenza dei servizi per il 10 settembre 2012. 
Il 8 novembre 2012 avviene un'accensione momentanea della centrale.
Il 19 dicembre 2012 Regione Calabria emana il provvedimento che autorizza l'entrata in funzione della centrale riconvertita a biomasse. Cinque giorni dopo, il 23 dicembre, il Consiglio di Stato accoglie la richiesta di sospensiva presentata da ENEL consentendo la ripresa dell'attività all'interno dell'impianto fino alla sentenza definitiva. 
2013. Il 21 dicembre 2013, il Tar di Catanzaro annulla il decreto autorizzativo emanato dalla Regione Calabria nel 2012, con cui si autorizzava la società ENEL alla riattivazione della centrale tramite l'utilizzo di biomasse, bloccando così la riattivazione.
2014. In nuovo incontro, tenuto presso il Ministero dello sviluppo economico il 14 gennaio 2014,  le regioni Calabria e Basilicata, l'Ente Parco, i sindacati, le istituzioni locali e l'ENEL discutono per arrivare all'accordo definitivo. Nell'accordo si prevede il rafforzamento dei meccanismi di tutela ambientale e di salvaguardia della salute. Vengono stabilite delle misure di compensazione economica pari a 15 milioni di euro da destinare agli enti coinvolti (comuni della valle, Ente Parco e regioni). 
Il 10 febbraio la filiera dell'autotrasporto, incaricato al trasporto della biomassa,  manifesta rallentando il traffico tra gli svincoli di Mormanno e Lauria Sud in direzione nord dell'autostrada Salerno-Reggio Calabria.
Il 24 maggio 2014 si tiene l'assemblea per l'approvazione dell'accordo di compensazione. Su 40 amministratori presenti, 30 voti a favore, 5 voti contro, 5 non presenti. 
2015. L'11 giugno 2015 il Consiglio dei Ministri autorizza l'avviamento della centrale.
Nello schema d'intesa vi sono assunzioni di impegni da parte dell'Enel e delle Regioni, in tre settori: 
- ambientali (una riduzione del 20%, delle emissioni annuali della Centrale rispetto ai limiti autorizzativi);

- sviluppo dell'occupazione locale (assunzioni per i residenti nei comuni della Valle);

- sviluppo dell'economia locale (filiera corta della biomassa),

2016. Il 21 novembre il Tar della Calabria respinge tutti i ricorsi presentati (per ragioni procedurali quelli dei comuni di Viggianello e Rotonda), e sul merito quello presentato dalle associazioni ambientaliste.
2018. A seguito dell'operazione Stige, condotta dall DDA di Catanzaro il 9 gennaio, l'amministratore della seconda ditta fornitrice di biomassa (9.000 tonnellate) è finito in manette. Per tale motivo in una nota, ENEL produzione comunica di aver sospeso il contratto di fornitura.